# IIT Institute of Design

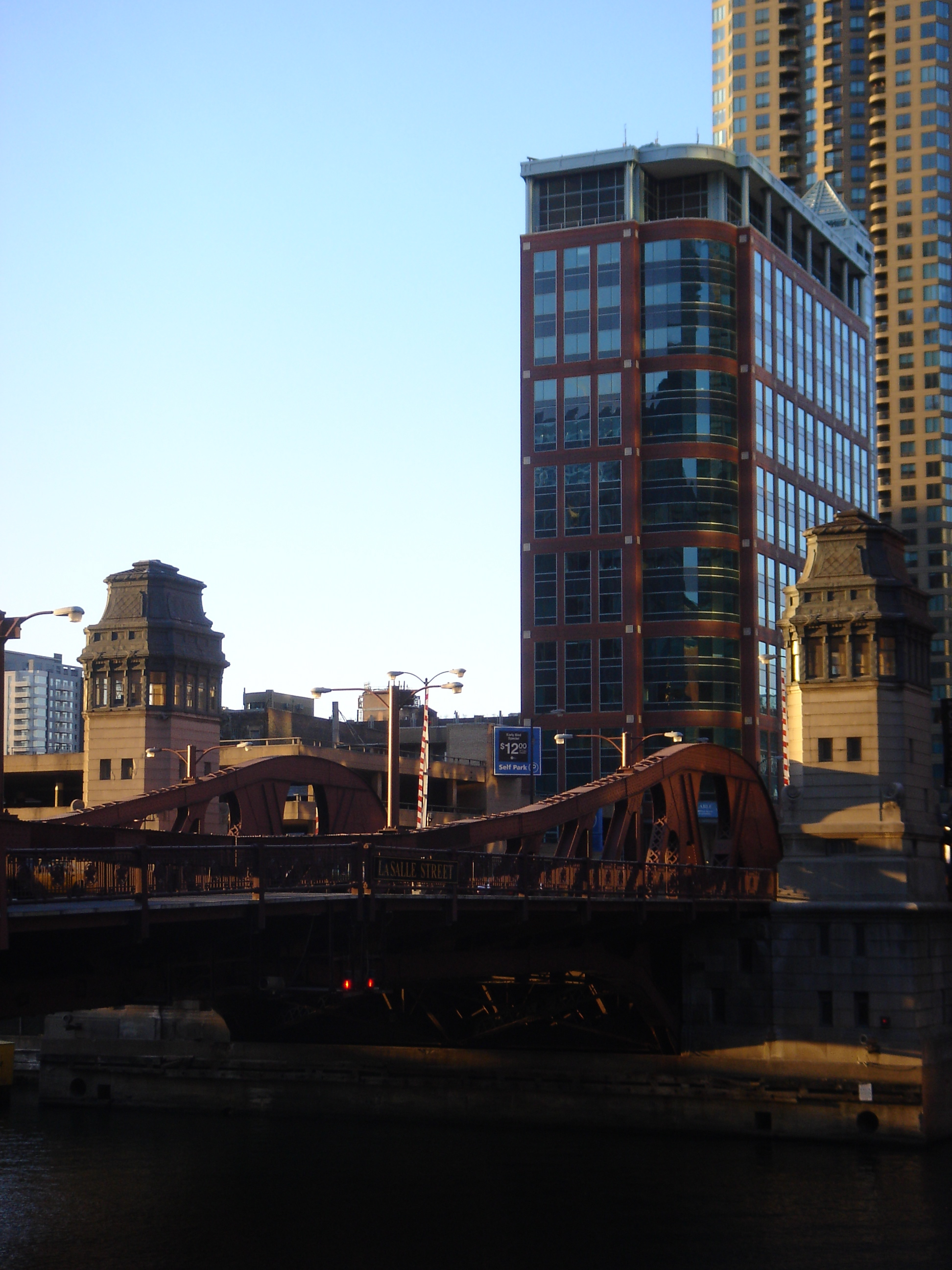
IIT institute Of Design

L’IIT Institute of Design (ID) de l’Institut de technologie de l'Illinois (Illinois Institute of Technology ; IIT), créé sous le nom de New Bauhaus, est une école d’enseignement supérieur située à Chicago proposant une conception systémique centrée sur l’être humain.

## Histoire
L'IIT Institute of Design est une école de design fondée en 1937 à Chicago par László Moholy-Nagy, professeur de Bauhaus (1923-1928). 
Après un séjour à Londres, le maître du Bauhaus, Moholy-Nagy, s'installe à Chicago en 1937, à l'invitation de l'Association des arts et de l'industrie de Chicago, pour y créer une nouvelle école de design qu'il baptise New Bauhaus . La philosophie de l'école reste  inchangée par rapport à celle d'origine et son premier siège social est le manoir de Prairie Avenue, conçu par l'architecte Richard Morris Hunt, pour le magnat des grands magasins Marshall Field . 
En raison de problèmes financiers, l’école ferme brièvement en 1938. Cependant, Walter Paepcke, président de la Container Corporation of America et ancien champion du design industriel en Amérique, offre son soutien personnel. En 1939, Moholy-Nagy rouvre l'école sous le nom de « Chicago School of Design ». En 1944, cet institut devient l'Institute of Design et, en 1949, il est intégré au nouveau système universitaire de l'Illinois Institute of Technology et est le premier établissement aux États-Unis à proposer un doctorat en design.   
Les documents d'archives sont conservés par les bibliothèques Ryerson &amp; Burnham de l'Art Institute of Chicago. La collection Institute of Design comprend des articles, des lettres, des photographies et d’autres documents documentant l’histoire de l’institut et les travaux de professeurs et d’étudiants. Certains documents d'archives sont conservés aux Archives du film de Chicago, qui donnent accès à une poignée de films de l'Institute of Design. 

## Programmes éducatifs
L'Institute of Design propose deux diplômes professionnels, le Master of Design (MD) et le Master of Design Methods (MDM), ainsi qu'un diplôme de recherche, le PhD,  premier programme de doctorat en design aux États-Unis. Un double diplôme de maîtrise / MBA, également le premier du genre, avec l’ IIT Stuart School of Business . 
À une époque, l’Institute of Design proposait un baccalauréat en sciences du design, spécialisé en photographie, en conception de produits et en design de communication. Le programme de baccalauréat a été arrêté en 1998. 

## Conférences
Chaque année, l’Institute of Design organise deux grandes conférences sur le design dans la région de Chicago: la conférence stratégique pour les dirigeants et les concepteurs internationaux réunis pour expliquer aux entreprises comment utiliser le design pour explorer les  opportunités des nouvelles tendances de la recherche en design. 

## Directeurs
- 1937–1945, László Moholy-Nagy
- 1946–1951, Serge Chermayeff
- 1951–1955, Crombie Taylor [1]
- 1955–1969, Jay Doblin [2]
- 1969–1974, James S. Montague (acting)
- 1974–1982, various
- 1982–1986, Dale Fahnstrom
- 1986–2017, Patrick Whitney[3]
- 2017-present, Denis Weil

## Ancien professeur éminent
- George Anselevicius 1949
- Alexander Archipenko
- John Cage
- Jay Doblin, directeur (1954-1968)
- Harry Callahan, photographie (1947-1961)
- Buckminster Fuller
- Michael Higgins, responsable de la conception visuelle
- George Fred Keck
- György Kepes
- Ralph Rapson
- Arthur Siegel, Photographie (1946-1949 et 1967-1977)
- Aaron Siskind, photographie (1951-1971)
- Robert Bruce Tague, Architecture [4]
- Konrad Wachsmann a enseigné à l'IIT à partir de 1949, puis à l'Université de l'Illinois.
- Hugo Weber [5]
- Massimo Vignelli 1958-1960
- Michael McCoy et Katherine McCoy 1995-2003

## Anciens noms et lieux
New Bauhaus - American School of Design
- 1938: 1905 S. Prairie Avenue, Chicago

The School of Design in Chicago
- 1939–1945: 247 E. Ontario Street, Chicago

The Institute of Design
- 1945–1946: 1009 N. State Street, Chicago
- 1946–1956: 632 N. Dearborn Street, Chicago (now Castle nightclub)
- 1956–1989: S.R. Crown Hall IIT campus on South State Street
- 1989–1996: 10 West 35th Street (ITRI on IIT campus)
- 1996–2016: 350 N. LaSalle Blvd, Chicago
- 2016-2018: 565 W. Adams St, Chicago
- 2018-Present: Kaplan Institute, 3137 S Federal St., Chicago

## Anciens diplômés
- Robert Brownjohn, artiste et graphiste
- Ivan Chermayeff, directeur de Chermayeff &amp; Geismar, fils de l'ancien directeur de l'Institut de design Serge Chermayeff et concepteur du logo de la Chase Manhattan Bank, entre autres réalisations.
- June Leaf, (fréquentée en 1947-1948, MA Art Education en 1954) peintre, sculpteur
- Ray Metzker, photographe
- Richard Nickel, photographe et conservateur d'architecture
- Charles L. Owen (MS 1965), créateur de la méthode de planification structurée pour la conception de systèmes complexes
- Louis Sauer (assisté de 1949 à 1953), architecte
- Burton Kramer, graphiste, artiste, AGI, Ordre de l'Ontario, D.Des (Hon) OCADU
- Estes W. Mann (Armour Institute), architecte basé à Memphis qui a produit de nombreuses résidences classées NRHP
- Art Sinsabaugh[6], (BA 1949, MS 1967) photographe américain; a fondé et dirigé le département photographie / cinématographie de l'Université de l'Illinois à Urbana-Champaign de 1959 à 1983; membre fondateur, Society for Photographic Education
- Roger Sweet (MS 1960), inventeur de jouets et créateur de He-Man de Mattel
- John Henry Waddell, sculpteur
- Claire Zeisler, artiste de la fibre